# Ditrichocorycaeus brehmi
Ditrichocorycaeus brehmi – gatunek widłonoga z rodziny Corycaeidae. Opisał go w 1910 roku austriacki zoolog Adolf Steuer, nadając mu nazwę Corycaeus brehmi.